# Ermanno II di Svevia
Ermanno II di Svevia (... – 4 maggio 1003) fu duca di Svevia dal 997 alla morte. Fra il gennaio e l'ottobre del 1002 tentò inutilmente di divenire re dei Romani.

## Biografia
Figlio di Corrado I di Svevia (915/920-20 agosto 997) e di madre dall'identità incerta, forse Reglint (figlia di Liudolfo di Svevia e quindi nipote di Ottone I di Sassonia o Giuditta (Judith) di Öhningen), Ermanno nacque in data imprecisata. Era membro della dinastia dei Corradinidi. Nel 997 alla morte del padre divenne il nuovo duca di Svevia e in quello stesso anno accompagnò Ottone III di Sassonia nella sua seconda campagna italiana.
Ottone morì senza eredi nel gennaio del 1002 ed Ermanno era, insieme ad altri, come Enrico IV di Baviera e Eccardo I di Meißen, uno di coloro che si proposero come successori. 
Sia Ermanno che Enrico reclamavano la propria discendenza da Enrico I di Sassonia fondatore della dinastia ottoniana; Eccardo invece proveniva da una nobile e ricca famiglia, ma i suoi legami con la dinastia erano decisamente più deboli e alla fine questo venne assassinato nell'aprile di quell'anno da alcuni sassoni che si opponevano alla sua candidatura. Il legame tra Ermanno e la dinastia ottoniana sarebbe nell'ascendenza materna: egli potrebbe essere figlio di Reglint, figlia di Liudolfo di Svevia, figlio di Ottone I, oppure, secondo Eduard Hlawitschka (teoria tuttavia oggetto di disputa accademica), Giuditta (Judith) di Öhningen: essa, moglie di Corrado di Böckelheim (Corrado I di Svevia ?), sarebbe figlia di Adalberto di Marchtal (Ahalolfingi) e di una donna, figlia di Ulrico V (Udalrichingi) e di Wendilgart, quest'ultima indicata dalle Cronache di San Gallo come nipote di Enrico I tramite una sua figlia (Heinrici regis de filia neptis).
Secondo il cronista Tietmaro di Merseburgo si riunirono ad Aquisgrana in quello stesso mese le più preminenti famiglie e personalità germaniche incluso il vescovo Eriberto di Colonia sostenitore di Ermanno. Enrico tuttavia non aspettò l'approvazione nobiliare e si fece consacrare dall'arcivescovo Villigiso di Magonza il 7 giugno dopo che Ermanno aveva vanamente tentato di impedirgli di raggiungere Magonza. Ermanno all'inizio rifiutò di riconoscere il rivale come sovrano e intraprese la strada militare, dirigendosi assieme al genero Corrado verso Strasburgo, retta dal vescovo Vicelino, sostenitore di Enrico, dove alcuni suoi uomini, all'insaputa del duca, saccheggiarono e mandarono a fuoco la cattedrale di santa Madre di Dio; essendo troppi i colpevoli del misfatto, non diede loro alcuna punizione.
In ottobre Ermanno fece atto formale di sottomissione a Bruchsal accettando la sovranità di Enrico e promettendo di riparare i danni inflitti a Strasburgo donando una sua proprietà e offrendosi di restaurare l'abbazia di Santo Stefano, situata nella stessa città. Quel Natale Ermanno lo passò alla corte a Francoforte segno del fatto che i due erano giunti a un rapporto almeno cordiale. Nel gennaio seguente Enrico chiese ad Ermanno di cedere il controllo del monastero femminile di Santo Stefano a Strasburgo a Guarniero I, arcivescovo di Strasburgo (978 fino al 980-28 ottobre 1028).
Poco dopo, nel mese di maggio Ermanno morì. Dopo la sua morte l'Alsazia venne separata dalla Svevia che passò sotto il controllo di Enrico che agiva come tutore dell'erede di Ermanno, Ermanno III, che era ancora minorenne.

## Matrimonio e figli
Nel 988 Ermanno sposò Gerberga di Borgogna (965 o 966-7 luglio 1018 o 1019), figlia di Corrado III di Borgogna, ed essi ebbero:
- Gisella di Svevia che sposò dapprima Bruno I di Brunswick, poi sposò Ernesto I di Svevia, duca di Svevia, ed infine sposò l'imperatore Corrado II il Salico;
- Matilde di Svevia, che sposò Corrado I di Carinzia, poi Federico II di Lotaringia ed infine Isico;
- Ermanno III, duca di Svevia (994 circa - 1º aprile 1012);
- Bertoldo di Svevia (992-993);
- (forse) Beatrice di Svevia († dopo il 25 febbraio 1025) che sposò Adalberone di Eppenstein.